# Sternhydrus toxopei
Sternhydrus toxopei är en skalbaggsart som först beskrevs av Zimmermann 1925.  Sternhydrus toxopei ingår i släktet Sternhydrus och familjen dykare. Inga underarter finns listade i Catalogue of Life.